# 铁王乡
铁王乡是中国陕西省咸阳市淳化县下辖的一个乡。

## 行政区划
铁王乡下辖以下行政区：
铁王村、南相屋村、大疙瘩村、西咀村、塔尔寺村、南塬村、北塬村、小池村、红岩村、小沟畔村、梁武帝村